# Churdan
Churdan – miasto w Stanach Zjednoczonych, w stanie Iowa, w hrabstwie Greene.

## Demografia
Zgodnie ze spisem statystycznym z 2000, miasto liczyło 418 mieszkańców. W 2023 liczba mieszkańców spadła do 357 osób, a gęstość zaludnienia 65 osób/km².